# Trofeo Ibérico
El Trofeo Ibérico es el nombre de un torneo de verano internacional de fútbol que se celebra en la ciudad de Badajoz (España). Considerado uno de los más prestigiosos torneos veraniegos de España por antigüedad y palmarés.

## Historia
En su primera etapa se disputó desde 1967 hasta 1986 sin interrupción. En el año 2005 se disputó una edición especial con motivo del centenario del Club Deportivo Badajoz (equipo anfitrión del torneo y decano del fútbol extremeño), recuperándose en 2016 con la participación del Villarreal C.F y el Sporting Club de Portugal.
Paralelamente a este Trofeo, el Club Deportivo Badajoz, organizó desde 1967 hasta el año 2000, el Trofeo Luis Bermejo, aunque este otro tuviese un carácter más regional.
El Club Atlético de Madrid y el Club Deportivo Badajoz son los equipos más laureados del torneo, al ganarlo en tres ocasiones, seguido de cuatro clubes que lo han conseguido en dos.
Siendo el torneo celebrado por el Club Deportivo Badajoz, lleva en su trofeo la célebre "Puerta de Palmas", uno de los símbolos más emblemáticos de la ciudad de Badajoz, así como una imagen de la península ibérica haciendo alusión al nombre del torneo, que no hay que confundir con la Copa Ibérica de fútbol. En las ediciones de 2005, 2016, 2017 y 2018 el modelo de trofeo presentaba una nueva versión en el diseño, aunque de similares características a las que tuvo en antaño.

## Historial
| Año        | Campeón                    | Subcampeón                  | Resultado     |
| ---------- | -------------------------- | --------------------------- | ------------- |
| I 1967     | Sporting C. P.             | C. R. Flamengo              | Triangular    |
| II 1968    | Vitória F. C. Setúbal      | U. D. Las Palmas            | 2-0           |
| III 1969   | S. L. Benfica              | Atlético de Madrid          | 4-1           |
| IV 1970    | Sporting C. P.             | R. C. D. Español            | 2-0           |
| V 1971     | F. K.Crvena Zvezda Beograd | Real Madrid C. F.           | 2-1           |
| VI 1972    | Real Sporting de Gijón     | Vitória F. C. Setúbal       | 1-0           |
| VII 1973   | S. L. Benfica              | F. K. Crvena Zvezda Beograd | 5-2           |
| VIII 1974  | Vitória F. C. Setúbal      | Real Betis balompié         | 1-0           |
| IX 1975    | Valencia C. F.             | Standard de Lieja           | 3-0           |
| X 1976     | Athletic Club              | F. C. Spartak Moscú         | 3-2           |
| XI 1977    | F. C. Barcelona            | Ferencvárosi T. C.          | 3-0           |
| XII 1978   | R. C. D. Español           | Athletic Club               | 1-1           |
| XIII 1979  | Real Sporting de Gijón     | S. L. Benfica               | 4-2           |
| XIV 1980   | Atlético de Madrid         | F. C. Porto                 | 3-2           |
| XV 1981    | Atlético de Madrid         | R. C. D. Espanyol           | 4-1           |
| XVI 1982   | Real Madrid C. F.          | F. K. Radnički Kragujevac   | 4-1           |
| XVII 1983  | Selección de Bulgaria      | Real Betis balompié         | Triangular    |
| XVIII 1984 | C. A. Huracán              | F. C. Dinamo București      | 4-2           |
| XIX 1985   | C. D. Badajoz              | U. P. Plasencia             | 3-0           |
| XX 1986    | C. D. Badajoz              | Betis Deportivo             | 3-2           |
| 1987-2004  | -                          | -                           | No se disputó |
| XXI 2005   | Atlético de Madrid         | Sporting C. P.              | 3-1           |
| XXII 2016  | Villarreal C. F.           | Sporting C. P.              | 0-0           |
| XXIII 2017 | C. D. Badajoz              | Deportivo Alavés            | 2-0           |
| XXIV 2019  | C. F. Belenenses SAD       | C. D. Badajoz               | 1-0           |

## Palmarés
| Equipo                      | Títulos | Años Campeón     |
| Atlético de Madrid          | 3       | 1980, 1981, 2005 |
| C. D. Badajoz               | 3       | 1985, 1986, 2017 |
| Sporting CP                 | 2       | 1967, 1970       |
| Vitória F. C. Setúbal       | 2       | 1968, 1974       |
| S. L. Benfica               | 2       | 1969, 1973       |
| Real Sporting de Gijón      | 2       | 1972, 1979       |
| F. K. Crvena Zvezda Beograd | 1       | 1971             |
| Valencia C. F.              | 1       | 1975             |
| Athletic Club               | 1       | 1976             |
| F. C. Barcelona             | 1       | 1977             |
| R. C. D. Español            | 1       | 1978             |
| Real Madrid C. F.           | 1       | 1982             |
| Selección de Bulgaria       | 1       | 1983             |
| C. A. Huracán               | 1       | 1984             |
| Villarreal C. F.            | 1       | 2016             |
| C. F. Os Belenenses SAD     | 1       | 2019             |